# (8196) 1993 UB3
1993 يو بي 3 (ويعرف أيضًا باسم (8196) 1993 يو بي 3 وفق تسمية الكوكب الصغير) (بالإنجليزية: 1993 UB3)‏ هو كويكب ضمن حزام الكويكبات؛ وترتيبه 8196 من حيث الاكتشاف.
اكتُشف هذا الجُرم الفلكي بواسطة اليانور إف. هيلين في 16 أكتوبر 1993.

## وصلات خارجية
- (8196) 1993 UB3 في قاعدة بيانات مختبر الدفع النفاث لأجرام النظام الشمسي الصغيرة

- الاكتشاف · مخطط المدار ·  العناصر المدارية · المعلمات المادية

- (8196) 1993 UB3 على موقع ويكي سكاي: DSS2, SDSS, GALEX, IRAS, Hydrogen α, X-Ray, Astrophoto, Sky Map, Articles and images